# Gongylidiellum blandum
Gongylidiellum blandum là một loài nhện trong họ Linyphiidae.
Loài này thuộc chi Gongylidiellum. Gongylidiellum blandum được František Miller miêu tả năm 1970.